# Instantyzacja

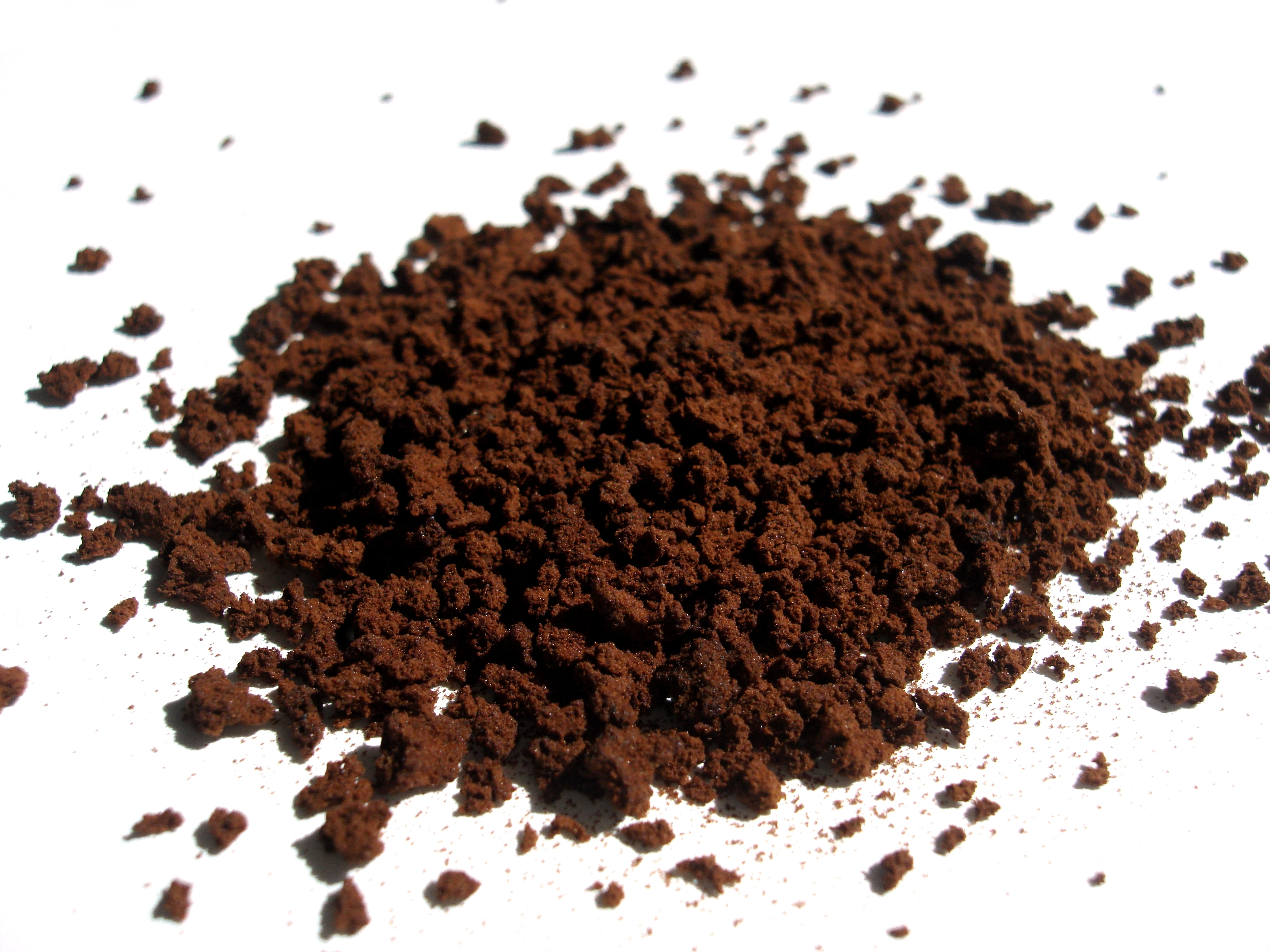
Kawa instant

Instantyzacja – proces doprowadzenia rozdrobnionego lub wręcz sproszkowanego koncentratu produktu spożywczego do takiego stanu, w którym można go łatwo, a przede wszystkim szybko rozprowadzić lub rozpuścić w wodzie w celu bezpośredniego spożycia lub natychmiastowego wykonania na nim kolejnych czynności przygotowawczych (np. gotowanie). Jest to proces mający zapobiec utrudnieniom podczas mieszania z wodą, takim jak: niejednorodna konsystencja, zbijanie się w grudy itp., jak również eliminujący takie fazy jak: nasiąkanie, pęcznienie, hydroliza itp.
Instantyzacja polega na przetworzeniu danej żywności do produktu końcowego, a następnie całkowitym usunięciu wody w taki sposób, aby ziarna (lub inne formy końcowa) miały strukturę umożliwiającą natychmiastowe przyjęcie wody z powrotem.
Metody instantyzacji
- liofilizacja – polega na wymrożeniu wody zawartej w produkcie, a następnie usunięcie lodu przez sublimację
- suszenie rozpyłowe – produkt w stanie płynnym jest rozpylany do gorącej atmosfery i przez wyparowanie wody jest przekształcany w suche, drobne cząstki.